# باشگاه فوتبال ایفیرا بلک برد
ایفیرا بلک برد یک باشگاه فوتبال حرفه‌ای از جزیره ایفیرا در جنوب غربی وانواتو است. ایفیرا یکی از باشگاه‌های برتر لیگ فوتبال پورت ویلا است.

## افتخارات
- لیگ فوتبال پورت ویلا: ۳ قهرمانی
- سوپر لیگ ملی وانواتو: ۱ قهرمانی